# Maria Lygia Quartim de Moraes
Maria Lygia Quartim de Moraes (São Paulo, 18 de maio de 1943) é uma socióloga, militante feminista e professora universitária brasileira.

## Formação e trajetória profissional
Fez graduação em Ciências Sociais na Faculdade de Filosofia, Ciências e Letras da Universidade de São Paulo (1963 a 1966) e concluiu o doutorado em Ciência Política na mesma instituição (1982). Tem livre-docência pelo Instituto de Filosofia e Ciências Humanas da Unicamp com a tese “Vinte anos de Feminismo” (1997).
É viúva de Norberto Nehring, economista e professor da Universidade de São Paulo que foi preso, torturado e morto pela Ditadura militar no Brasil (1964–1985). 
Foi uma das fundadoras do grupo “Nós Mulheres” (1976-1978), pioneiro na imprensa alternativa da época ao se posicionar como jornal feminista.
Atualmente é professora do Instituto de Filosofia e Ciências Humanas da Unicamp e pesquisadora do Núcleo de Estudos de Gênero – Pagu, ambos na Unicamp, onde também presidiu a Comissão da Verdade e Memória “Octavio Ianni”. Integra o Grupo de Trabalho Estado Laico da Sociedade Brasileira para o Progresso da Ciência e coordena o Grupo de Pesquisa Teorias e Militâncias Feministas.
É autora de diversos artigos e livros sobre família, feminismo, marxismo, relações de gênero e direitos humanos.

## Principais livros publicados
- Marxismo, psicanálise e o feminismo brasileiro. Tomo 1: A crítica feminista às teorias sobre a família e ao “eterno feminino”. Campinas: IFCH- UNICAMP, 2017. 328 páginas.[9]

- Marxismo, psicanálise e o feminismo brasileiro. Tomo 2: Movimentos sociais, cidadania e democracia no Cone Sul. Campinas: IFCH- UNICAMP, 2017. 352 páginas.[10]

- Relatório final da Comissão da Verdade e Memória "Octavio Ianni" da Unicamp. Com Ângela Araújo, Caio Navarro Toledo, Danielle Tega e Wilson Cano. Campinas: Editora da Unicamp, 2015.[11]

- Memórias da Repressão Militar e da Resistência Política. Campinas: IFCH/UNICAMP, 2009.

- Gênero nas Fronteiras do Sul. Campinas: Núcleo de Estudos de Gênero - Pagu, 2005.

- A experiência feminista nos anos 70. Araraquara: UNESP, 1990.

- Mulheres em movimento: o balanço da década da mulher do ponto de vista do feminismo, das religiões e da política. São Paulo: Nobel-Conselho da Condição Feminina, 1985.

## Principais artigos publicados
- Os feminismos de Mariza Corrêa. Cadernos Pagu n. 54, Campinas, 2018.[12]

- Políticas do corpo e os fundamentalismos religiosos. In: D’AVILA-LEVY, Claudia Masini; CUNHA, Luiz Antônio Cunha (Orgs.). Embates em torno do Estado laico. São Paulo: SBPC, 2018.[13]

- Relatos de 1968. Margem Esquerda, v.30, São Paulo, 2018.

- As origens do feminismo marxista (e da Revolução de 1917). Margem Esquerda, v.28, São Paulo, 2017.

- O que é possível lembrar?. Cadernos Pagu, n.40, Campinas, 2013.[14]

- A nova família e a ordem jurídica. Cadernos Pagu, n.37, Campinas, 2011.[15]

- O feminismo político do século XX. Margem Esquerda, v.9, São Paulo, 2007.[16]

- Pós-modernismo, marxismo e feminismo. Margem Esquerda, v.2, São Paulo, 2003.[17]

- Desdobramento do Feminismo. Cadernos Pagu, n.16, Campinas, 2001.[18]